# Tundrite-(Ce)
La tundrite-(Ce) è un minerale.